# Плањане
Плањане (алб. Pllanjan) је насеље место у општини Призрен, на Косову и Метохији. Према попису становништва из 2011. у насељу је живело 1.104 становника.

## Положај
Село се налази у Метохији и део је Средачке жупе. Плањане је типично насеље збијеног типа.

## Историја
У селу се налази српско гробље и Црква Свете Богородице.

## Становништво
Према попису из 2011. године, Плањане има следећи етнички састав становништва:
| Националност | 2011.          |
| Бошњаци      | 1.080 (97,83%) |
| Албанци      | 11 (1,00%)     |
| Турци        | 7 (0,63%)      |
| Срби         | 4 (0,36%)      |
| недоступно   | 2 (0,18%)      |
| Укупно       | 1.104          |

| Демографија | Демографија | Демографија |
| Година      | Становника  | Становника  |
| ----------- | ----------- | ----------- |
| 1948.       | 710         |             |
| 1953.       | 777         |             |
| 1961.       | 806         |             |
| 1971.       | 910         |             |
| 1981.       | 912         |             |
| 1991.       | 1.081       |             |
| 2011.       | 1.104       |             |